# Charlie (Sänger)

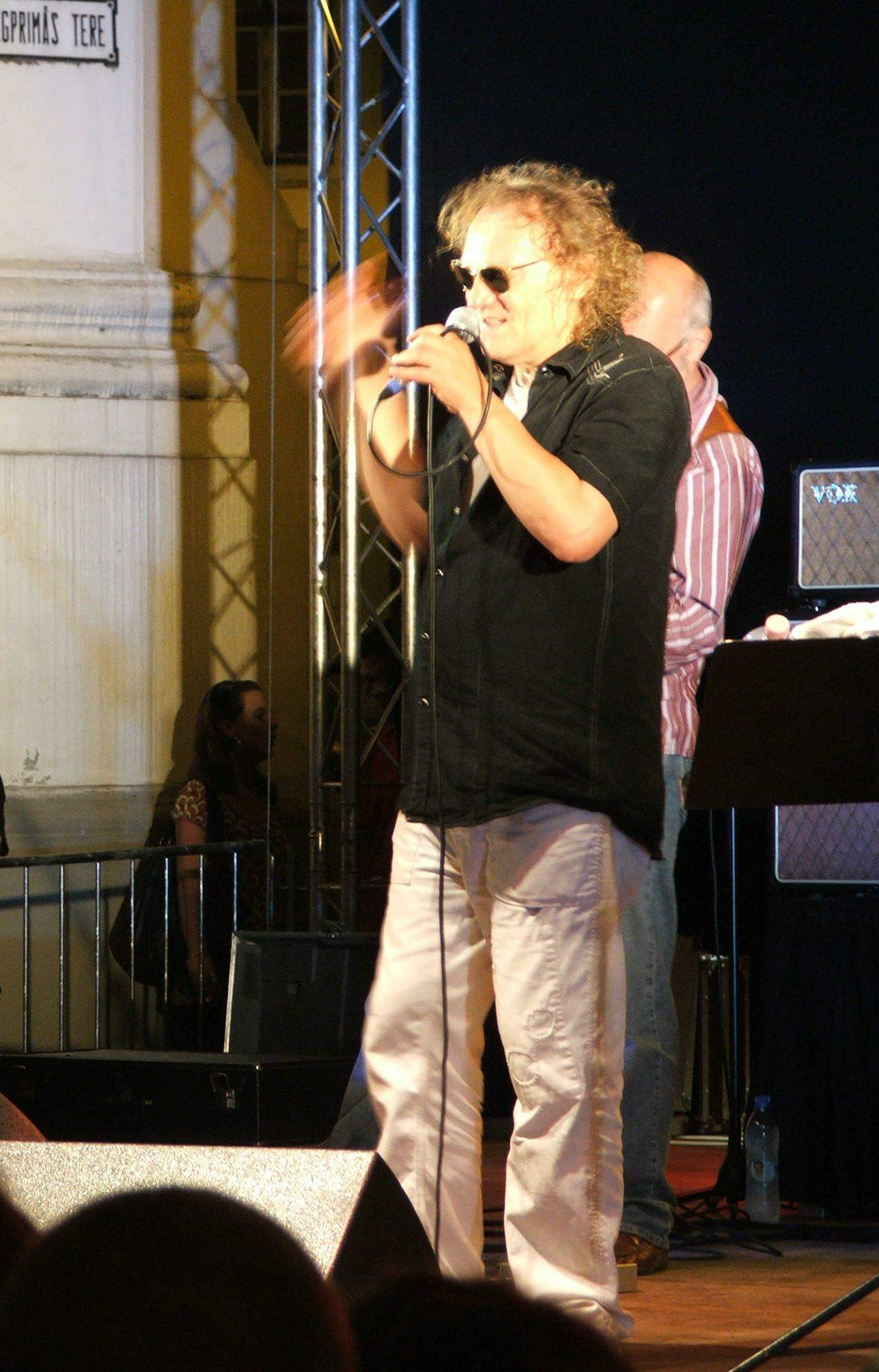
Charlie (2008)

Charlie (eigentlich: Károly Horváth; * 28. Oktober 1947 in Ondód) ist ein ungarischer Rock- und Soul-Sänger.

## Leben und Wirken
Ab Mitte der 1960er Jahre sang er bei ungarischen Rockbands wie Decca und Olympia, später folgte Generál und seit 1989 die Soul-Formation Tátrai Band um den Gitarristen Tátrai Tibor. Seit 1994 veröffentlicht er auch Soloalben unter seinem Namen Charlie, die sich fast alle in den ungarischen Charts platzieren konnten. Er wurde ausgewählt, Ungarn beim Eurovision Song Contest 1998 in Birmingham zu vertreten. Mit der Soul-Ballade A holnap már nem lesz szomorú erreichte er allerdings nur den drittletzten Platz.

## Diskografie
- Charlie (1994)
- Mindenki valakié (1995)
- Csak a zene van (1996)
- Just Stay Who You Are (1996)
- Annyi minden történt (1997)
- Fűszer cseppenként (1998)
- Greatest Hits (Kompilation) (1999)
- Jazz (2001)
- Soul & Jazz (2002)
- Majd játszom, mikor érzem (Videoalbum) (2002)
- Funky, Soul & Jazz (2003)
- Trilógia (Kompilation) (2003)
- Greatest Hits 2 (Kompilation) (2004)
- Másképp ugyanúgy (2006)
- Platina sorozat (Kompilation) (2006)